# Palacio de la Duquesa de Medina de las Torres
El Palacio de la Duquesa de Medina de las Torres se encuentra en el n.º 23 del Paseo de Recoletos, esquina con la calle del Almirante número 29 de la ciudad de Madrid (España). Fue construido entre 1881 y 1884 por la XI Duquesa de Medina de las Torres, doña María Eulalia Osorio de Moscoso y Carvajal, hija de don Vicente Pío Osorio de Moscoso y Ponce de León, Conde de Altamira, para albergar su palacio familiar y residencia en Madrid.
El palacio fue vendido en 1986 a la Fundación Mapfre, y en la actualidad ocupa el Espacio Miró de dicha Fundación. Se sitúa adyacente al Palacio del Duque de Elduayen, con el que guarda cierta semejanza.

## Historia
Fue construido por el arquitecto Agustín Ortiz de Villajos entre 1881 y 1884. Su edificación se realiza sobre parte del solar que ocupaba el Circo Price. Con cuatro plantas y un semisótano, el edificio mantiene un cuerpo central con dos esquinas. En 1910, por iniciativa de su propietaria y quizá para distinguirlo del edificio adyacente, de similares proporciones, fue remodelado añadiéndosele dos torreones en los cuerpos de las esquinas, que le otorgan al palacio una mayor majestuosidad.
Su primera gran reforma la realiza Enrique Simonet Castro, hijo del pintor Enrique Simonet Lombardo, entre 1932 y 1940. La segunda y tercera reformas tienen lugar una vez adquirido el palacio por la Fundación Mapfre, en los años 1990, 1992 y 1995 por los arquitectos Enrique de León García e Íñigo Ortiz Díez de Tortosa. Actualmente es un edificio que ocupa la empresa Mapfre.